# Gunflint
La formación de Gunflint Iron, ocupa un punto clave en la historia de la Tierra, más concretamente su región del Lago Superior y es parte de una serie volcánica sedimentaria que sirvió como fuente de análisis de isótopos en sedimentos arcillosos, más concretos, de pirita que sirvieron para informar de la edad de sedimentación e historia evolutiva de la zona. La formación de Gunflint está situado en la Cordillera Gunflint del norte de Minnesota y el noroeste de Ontario. En él fueron encontradas aparte de restos de pirita, una cantidad bastante elevada de microfósiles del Precámbrico tardío. Estos microfósiles se encuentran abundantemente en secciones delgadas del canal de Schreiber. Además, la distribución de hematita en la formación indica que se produjo una atmósfera oxidante durante ciertas épocas.
El análisis de mediciones de isótopos en azufre realizados en numerosos microfósifles muestran que la piritización se dio por una serie de microbios reductores de sulfato.También se ha encontrado una cantidad notable de preservación biológica en pirita hasta el Paleoproterozoico, lo que proporciona criterios para evaluar microestructuras piritizadas aún más antiguas. Estas muestras podrían significar evidencias de las primeras etapas de vida de nuestro planeta.  Así mismo, diversos datos isotópicos proporcionan una evidencia clara de la presencia en Gunflint de formas de vida metabólicas heterótrofas.
Recientemente, Walter (1975) y Knoll y Barghoorn (1975) informaron microbiotas tipo Gunflint de aproximadamente la misma edad que Gunflint en dos localidades de Australia.

## Historia
El primer geólogo que examinó y analizó los restos de la Cordillera Gunflint fue Stanley A. Tyler en el año 1953. Este geólogo observó bandas de hierro rojo y pedernal negro. No obstante, no publicaría los resultados de sus investigaciones hasta años más tarde.
Las primeras publicaciones que destacaron la importancia de Gunflint en lo relativo a la historia de los estratos de la Tierra se publicaron en 1965 cuando salieron a la luz diversos artículos científicos: 'Microorganisms from the Guflint Chert'cuyo autor es Stanley Tyler y Elso Barghoorn y 'Significance of the Gunflint (Precambrian) Microflora' cuyo autor es Preston Clooud.